# Dominicas Misioneras de San Sixto
La Congregación Misionera de San Sixto (oficialmente en francés: Istituto delle Suore Domenicane Missionarie di San Sisto), también conocida como Congregación de Hermanas Dominicas Misioneras de San Sixto, es un instituto religioso católico femenino, de vida apostólica y de derecho pontificio, fundado por la religiosa italiana Maria Antonia Lalia, en 1893, en Roma. A las religiosas de este instituto se les conoce como dominicas de San Sixto y posponen a sus nombres las siglas O.P..

## Historia
La congregación fue fundada por Maria Antonia Lalia, siendo priora del monasterio de monjas dominicas de Misilmeri. Esta religiosa tenía el deseo de abrir una obra misionera en favor de los pueblos de Europa del Este, especialmente de Rusia. De ese modo, se trasladó a Roma y obtuvo de los dominicos irlandeses una porción del monasterio de San Sisto Vecchio para dar inicio la obra. El 17 de enero de 1893, junto a dos compañeras, fundó la Congregación Misionera de San Sixto.
La congregación se difundió rápidamente por varias localidades de Italia: Asti, Ceglie Messapica, Sassari y San Mauro Castelverde. El 10 de febrero de 1936 fue aprobada por el papa Pío XI como congregación religiosa de derecho pontificio.

## Organización
La Congregación Misionera de San Sixto es un instituto religioso de derecho pontificio, internacional y centralizado, cuyo gobierno es ejercido por una priora general. La sede central se encuentra en Roma (Italia).
Las dominicas de San Sixto se dedican a la educación e instrucción cristiana de la juventud y a la pastoral social, forman parte de la familia dominica y usan el hábito tradicional blanco y velo negro. En 2017, el instituto contaba con 352 religiosas y 44 comunidades, presentes en Italia, Rusia, Guatemala, Honduras, México y Perú.